# (22717) Romeuf
(22717) Romeuf est un astéroïde de la ceinture principale.

## Description
(22717) Romeuf est un astéroïde de la ceinture principale. Il fut découvert le 21 septembre 1998 à Caussols par le projet ODAS. Il présente une orbite caractérisée par un demi-grand axe de 3,20 UA, une excentricité de 0,09 et une inclinaison de 5,3° par rapport à l'écliptique.

## Compléments